# Baignolet
Baignolet település Franciaországban, Eure-et-Loir megyében. Lakosainak száma 111 fő (2018. január 1.). Baignolet Éole-en-Beauce, Courbehaye, Sancheville, Viabon, Fontenay-sur-Conie és Fains-la-Folie községekkel határos.

## Népesség
A település népességének változása:
| Lakosok száma | 141  | 148  | 102  | 104  | 115  | 129  | 130  | 128  | 111  | 111  |
|               | 1962 | 1968 | 1982 | 1990 | 1999 | 2008 | 2011 | 2013 | 2017 | 2018 |